# Namasigüe
Namasigüe (betekenis van de naam: "Water van de vrouwen") is een gemeente (gemeentecode 0609) in het departement Choluteca in Honduras.

## Bevolking
De bevolking is als volgt verdeeld:
| Vrouwen | 15.636 | 49,6% |
| Mannen  | 15.900 | 50,4% |

## Dorpen
De gemeente bestaat uit negen dorpen (aldea), waarvan de grootste qua inwoneraantal: Namasigüe (code 060901), San Bernardo (060902), San Rafael (060906) en San Jeronimo (060905).